# Laamria
Laamria  (in arabo العامرية‎?) è un centro abitato e comune rurale del Marocco situato nella provincia di Sidi Bennour, regione di Casablanca-Settat. Conta una popolazione di 10 520 abitanti (censimento 2014).